# Кахетія
Кахетія (груз. კახეთი) — мхаре (край) у східній Грузії; адміністративний центр — Телаві. Кахетія складається з восьми муніципалітетів:
- Ахметський;
- Ґурджаанський;
- Дедоплісцкарський;
- Кварельський;
- Лаґодехський;
- Саґареджійський;
- Сігнагський;
- Телавський.

## Природа
У Кахетії розташований Бабанеурський заповідник.

## Галерея

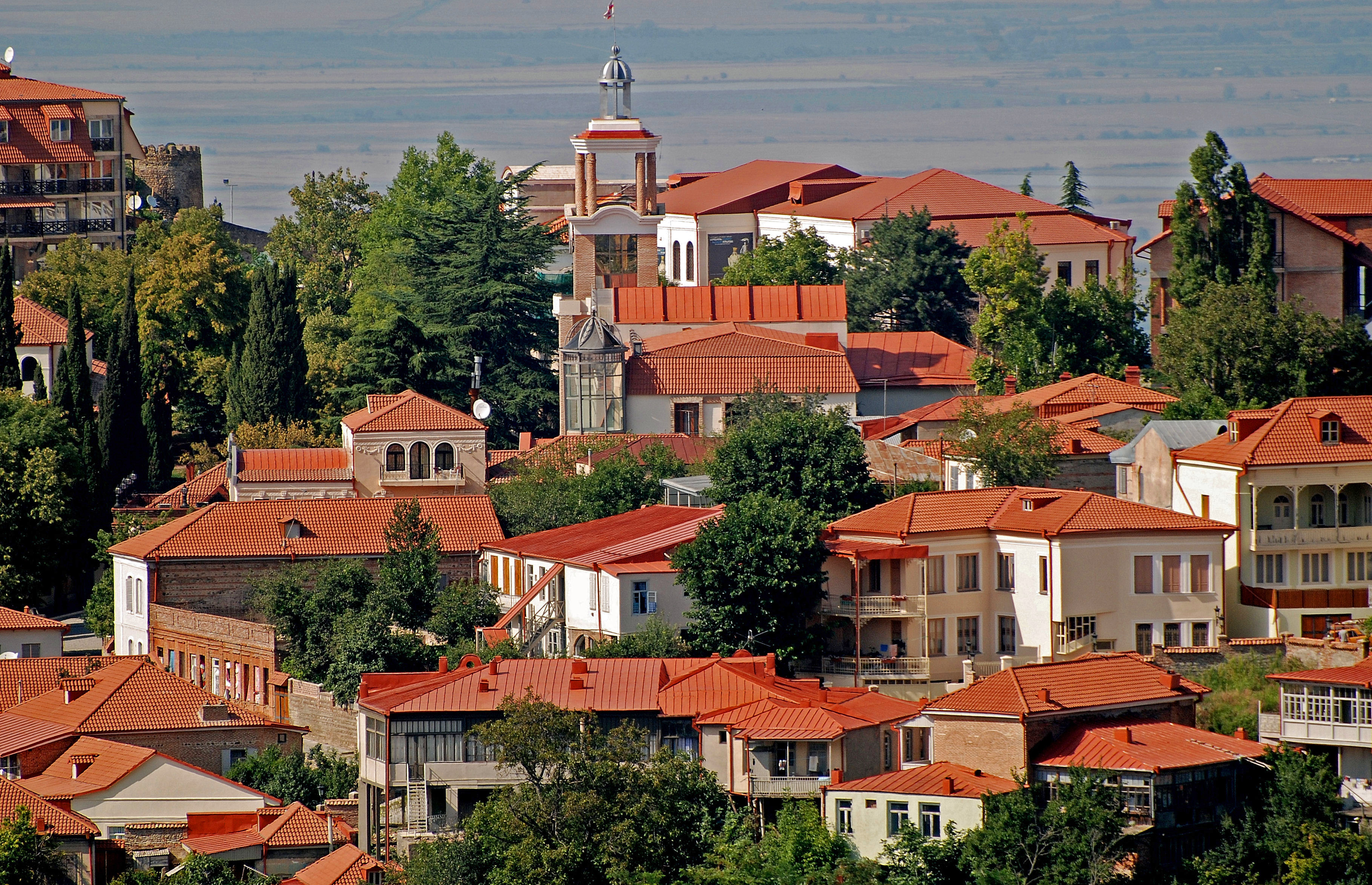
Сігнагі
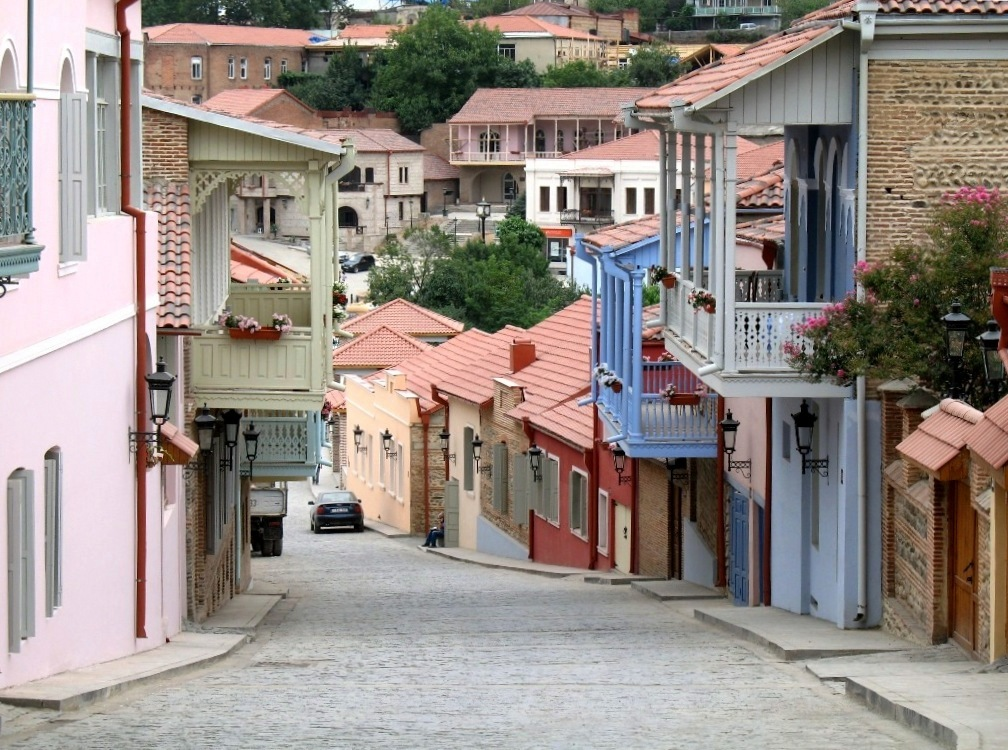
Сігнагі
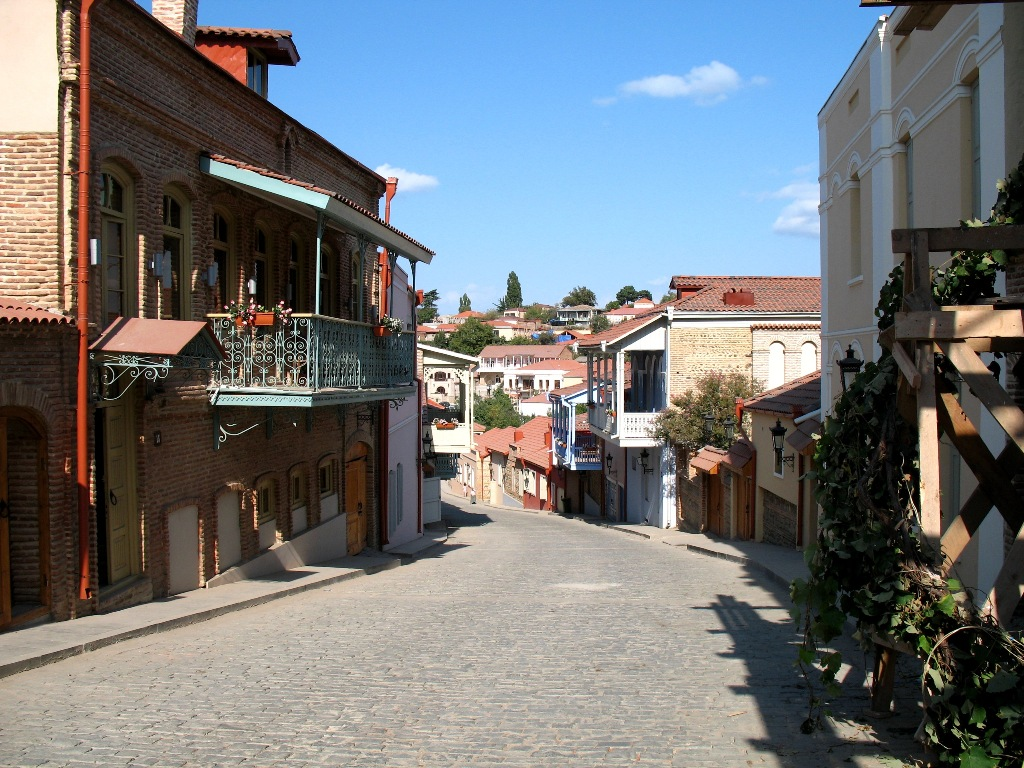
Сігнагі
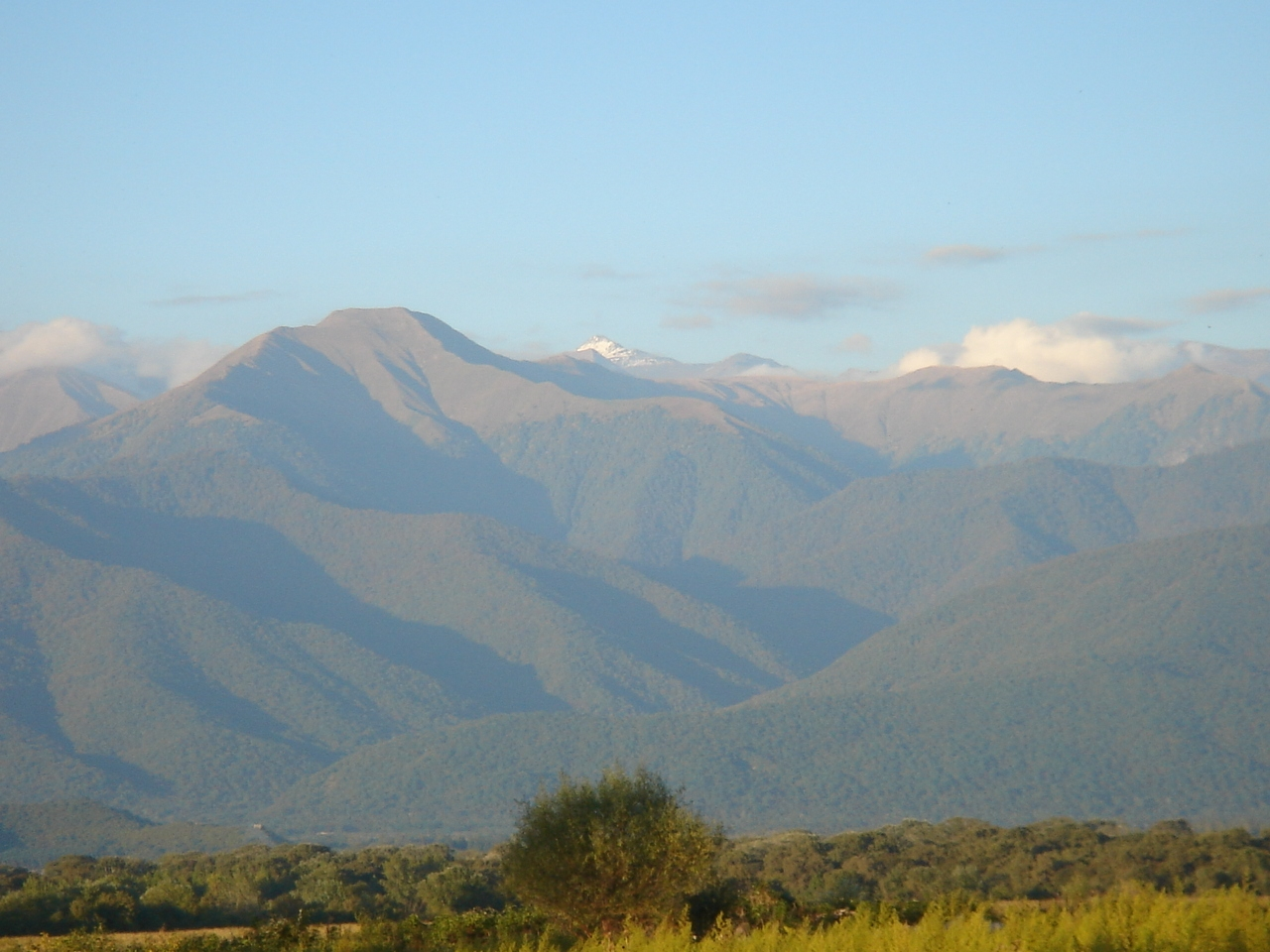
Алазанський Кавказ
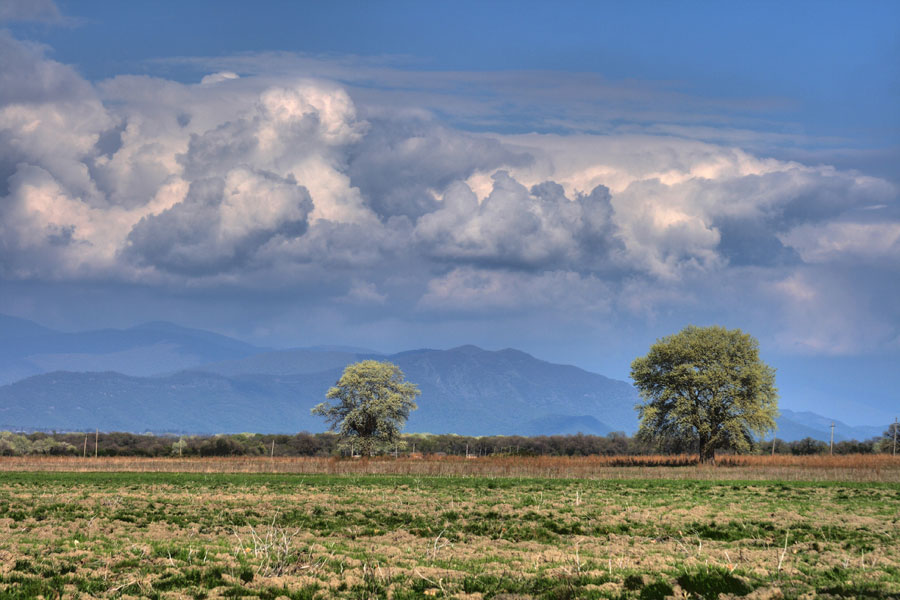
Алазанська долина
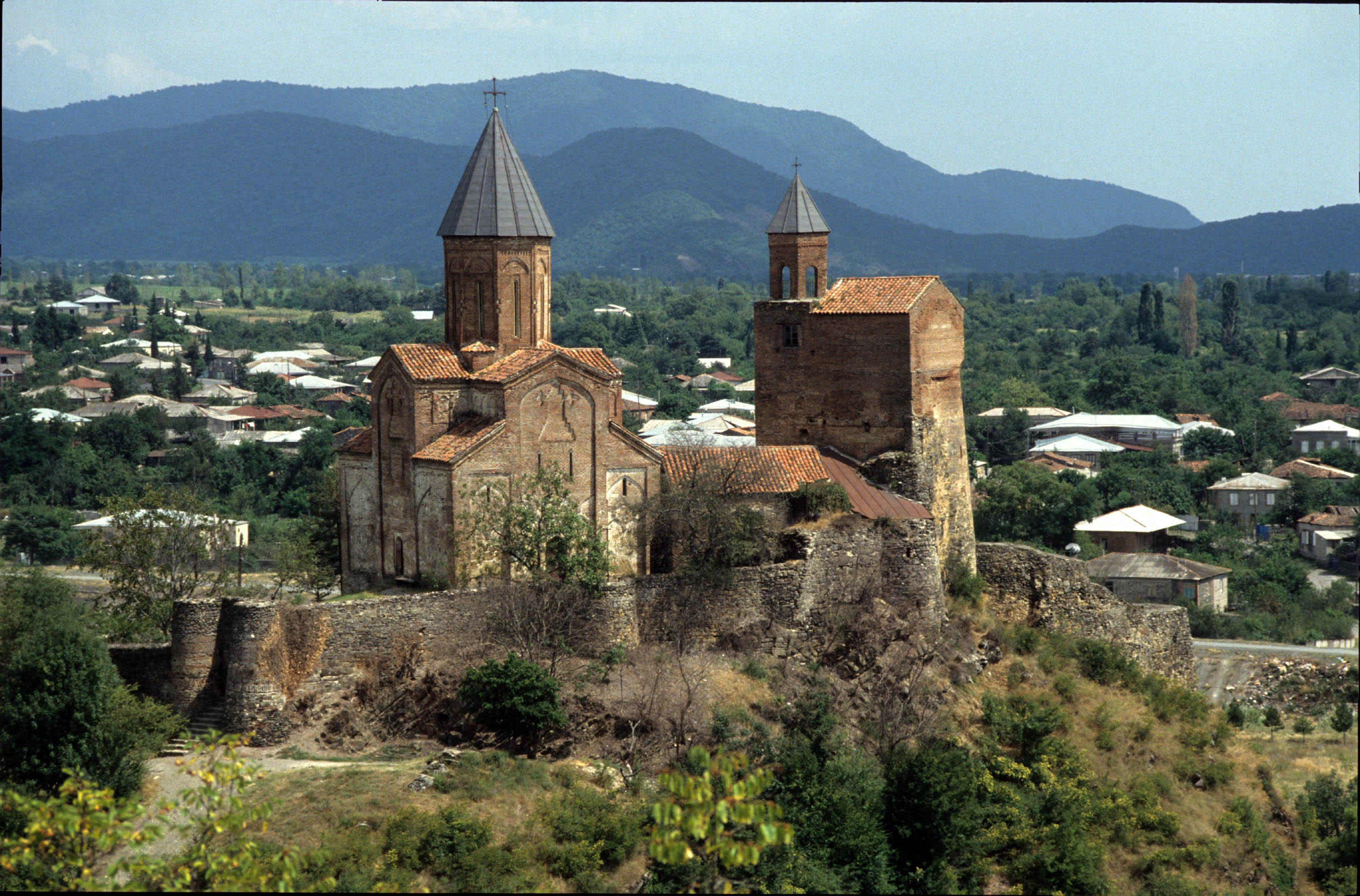
Гремі
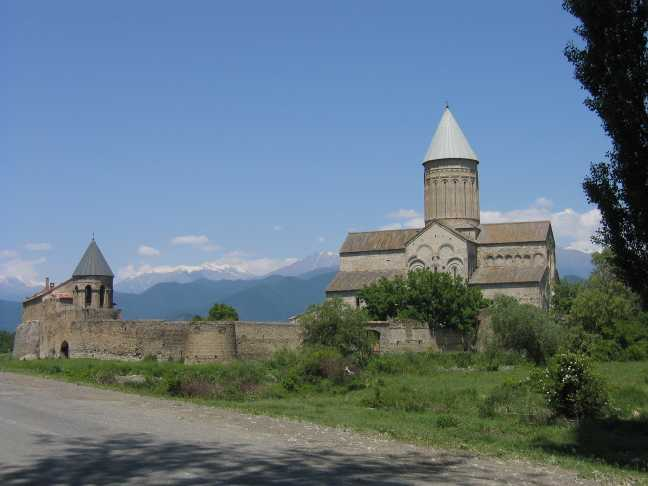
Алаверді
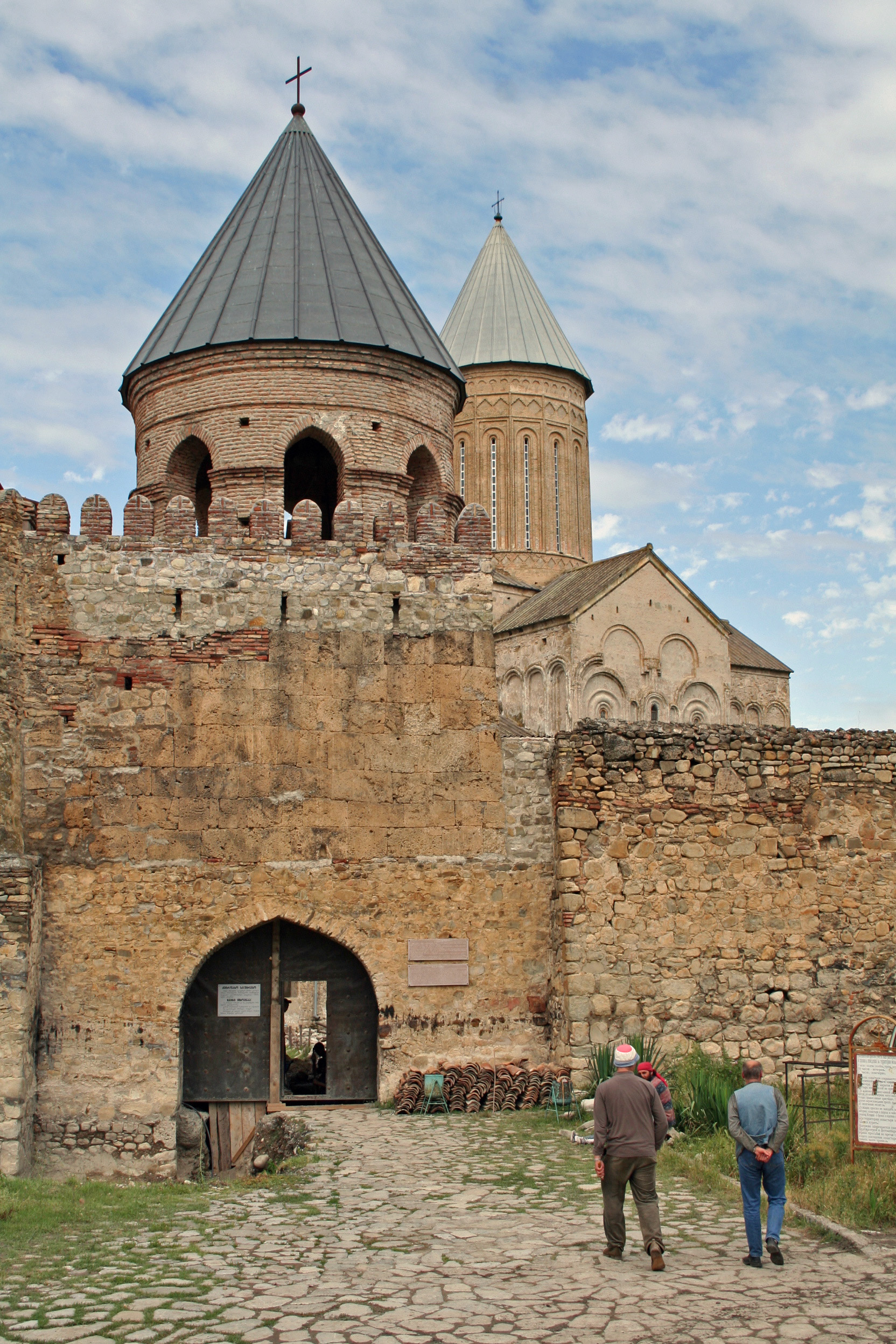
монастир Алаверді
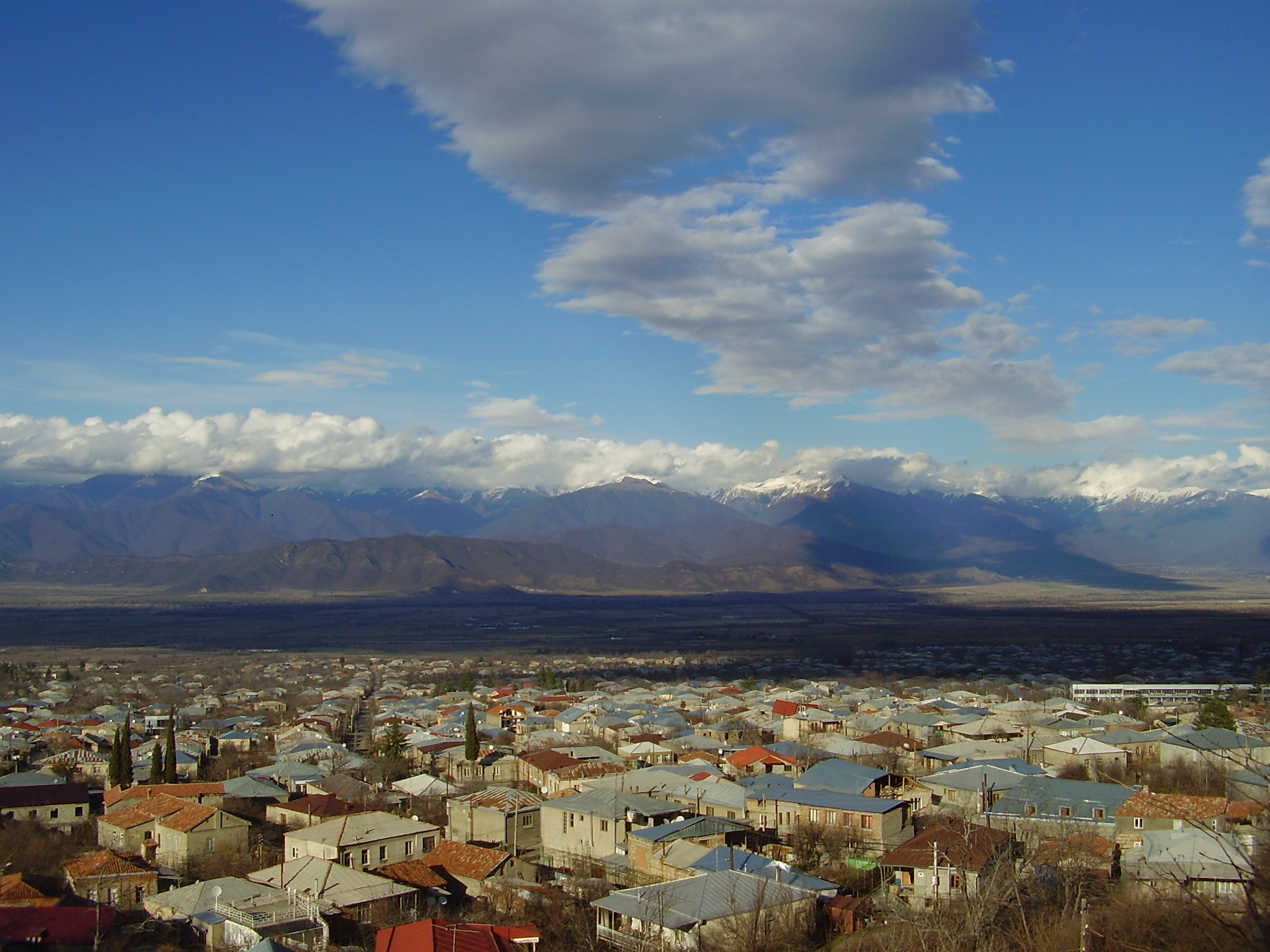
Панорама Телаві